# Injao (Tarka)
Injao (auch: Injaou) ist ein Dorf in der Landgemeinde Tarka in Niger.

## Geographie
Das von einem traditionellen Ortsvorsteher (chef traditionnel) geleitete Dorf liegt rund 32 Kilometer südwestlich des Hauptorts Belbédji der Landgemeinde Tarka und des Departements Belbédji, das zur Region Zinder gehört. Zu den Siedlungen in der näheren Umgebung von Injao zählen Maïréré im Norden, Amazazagan I im Osten, Guidan Ango im Südosten und Tagriss im Westen.
Injao ist Teil der Übergangszone zwischen Sahara und Sahel. Die durchschnittliche jährliche Niederschlagsmenge beträgt hier zwischen 200 und 300 mm.

## Bevölkerung
Bei der Volkszählung 2012 hatte Injao 908 Einwohner, die in 108 Haushalten lebten. Bei der Volkszählung 2001 betrug die Einwohnerzahl 617 in 89 Haushalten.
Die Bevölkerungsdichte in diesem Gebiet ist mit 10 bis 20 Einwohnern je Quadratkilometer relativ gering.

## Wirtschaft und Infrastruktur
Die Siedlung liegt in einem Gebiet des Übergangs zwischen der Naturweidewirtschaft des Nordens und des Ackerbaus des Süden, was zu Landnutzungskonflikten führt. Im Dorf wird ein Wochenmarkt abgehalten. Es gibt eine Schule.